# Гидроселенид натрия
Гидроселенид натрия — неорганическое соединение,
кислая соль натрия и селеноводородной кислоты с формулой NaHSe,
бесцветные кристаллы.

## Получение
- Пропускание селеноводорода через спиртовой раствор этилата натрия:

{\displaystyle {\mathsf {C_{2}H_{5}ONa+H_{2}Se\ {\xrightarrow {}}\ NaHSe+C_{2}H_{5}OH}}}

## Физические свойства
Гидроселенид натрия образует бесцветные кристаллы.
Быстро разлагается во влажном воздухе с выделением селена и образованием полиселенидов.